# Micromelo
Genre
Micromelo est un genre de mollusques marins de la famille des Aplustridae.

## Liste des genres
Selon World Register of Marine Species (1 décembre 2018) :
- Micromelo barbarae Feliciano, Malaquias, Stout, Brenzinger, Gosliner & Valdés, 2021[3]
- Micromelo guamensis (Quoy & Gaimard, 1825)
- Micromelo scriptus (Garrett, 1857)
- Micromelo undatus (Bruguière, 1792)

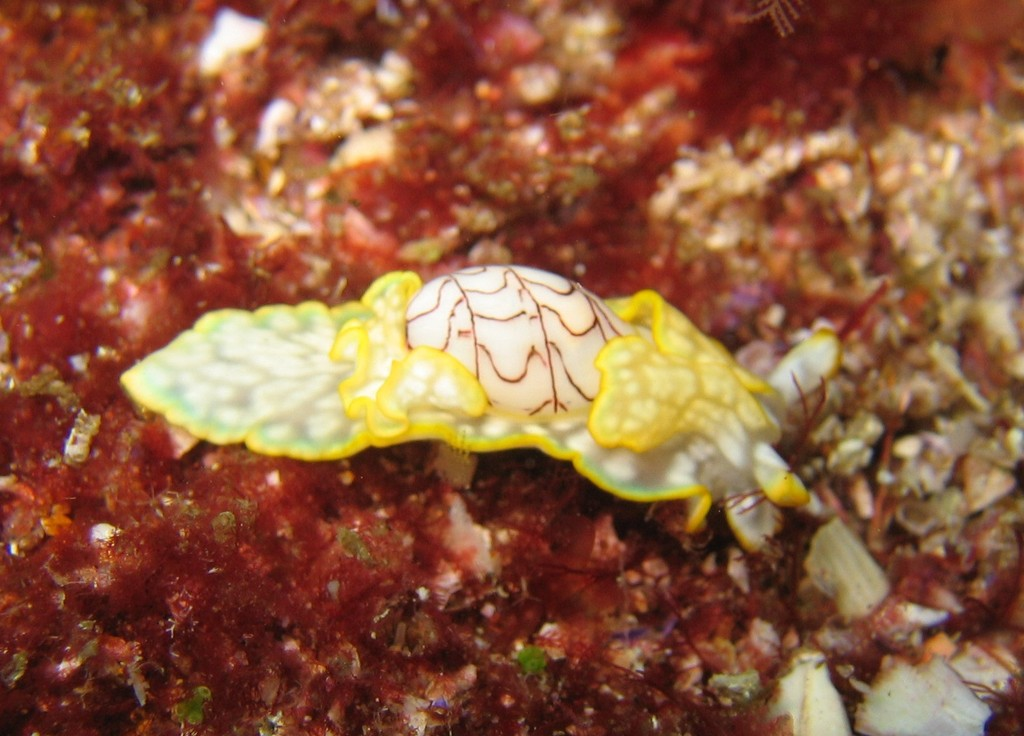
Micromelo guamensis
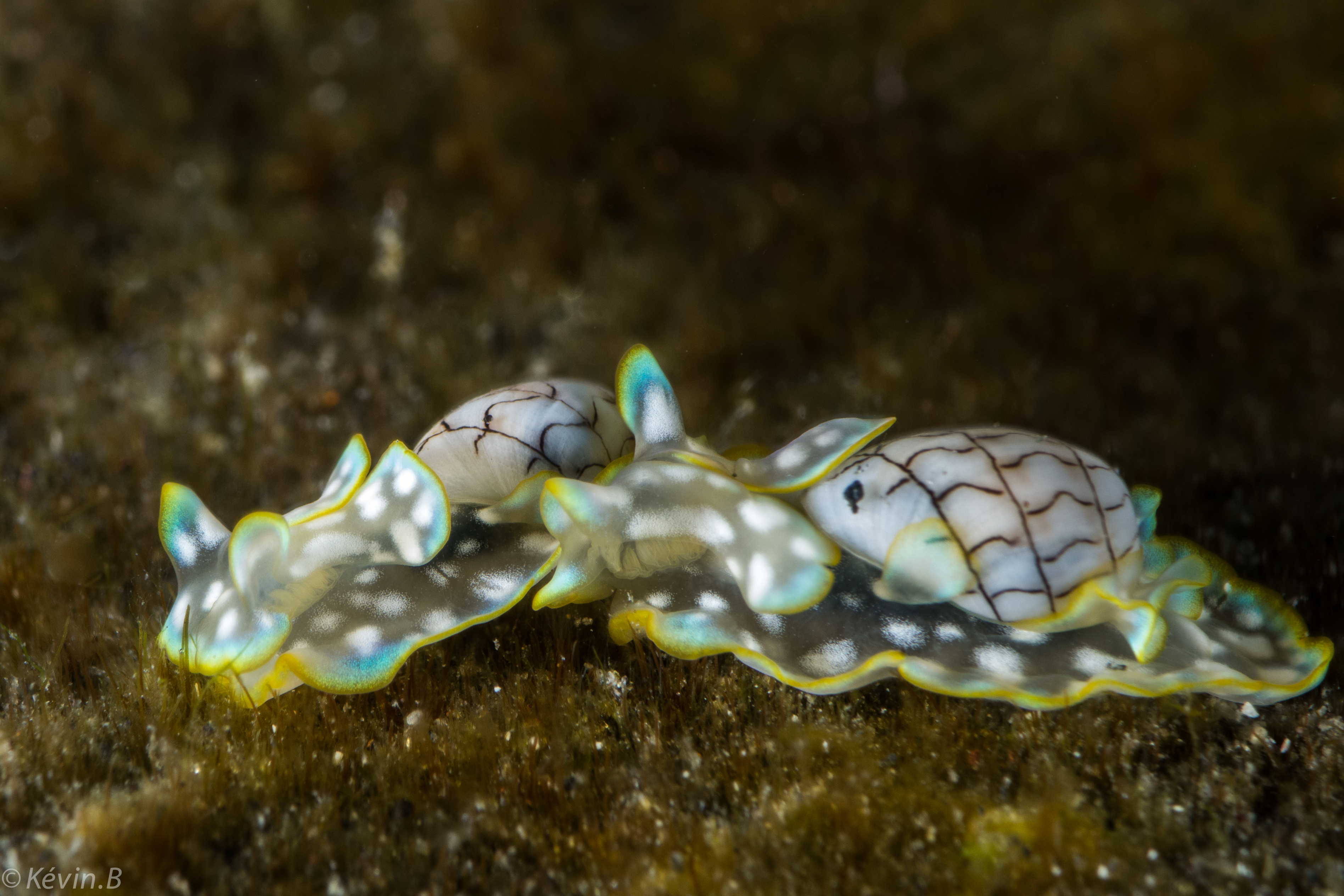
Micromelo scriptus
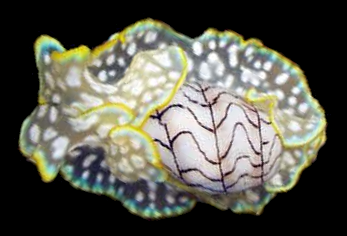
Micromelo undatus